# خورنگار

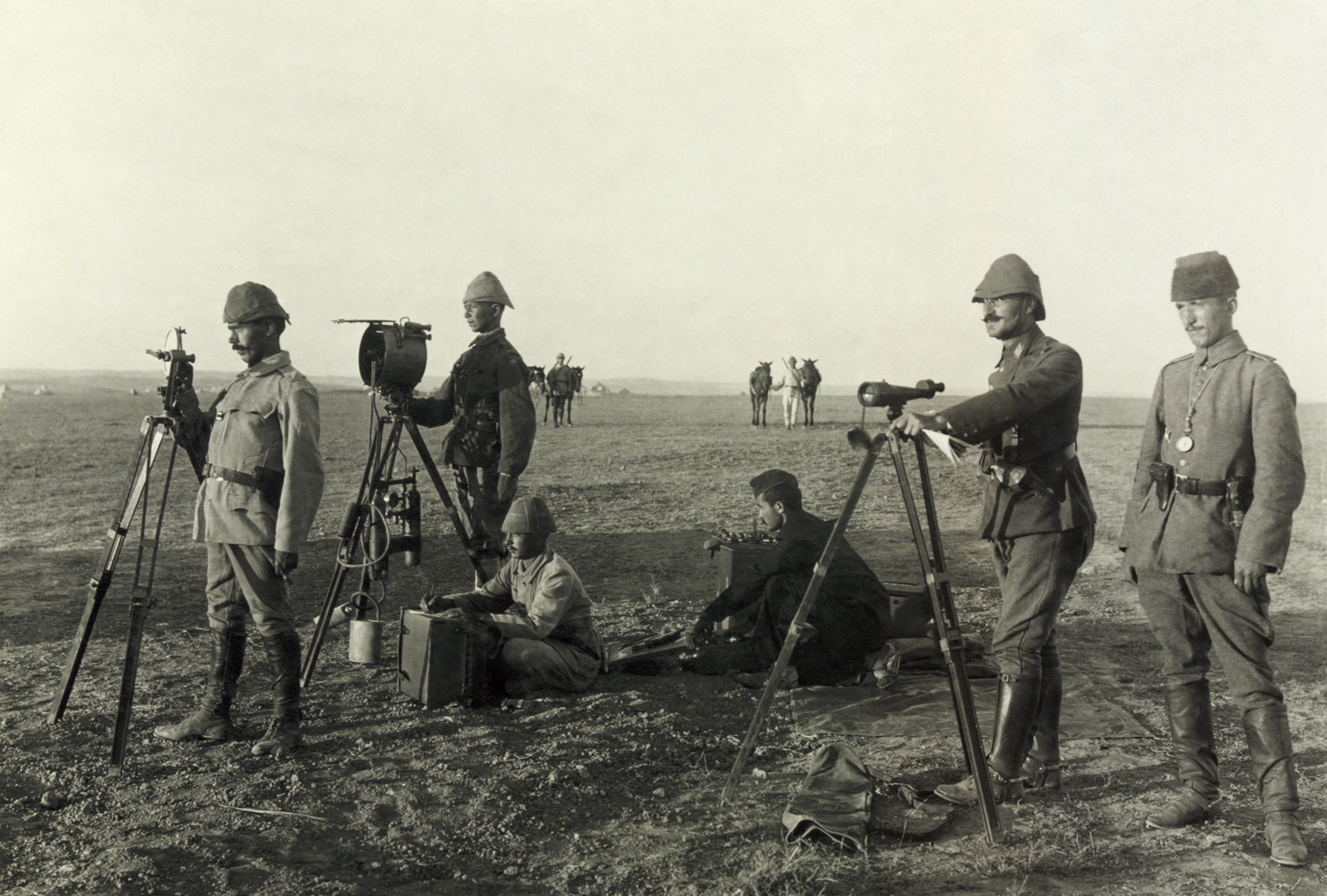
خدمهٔ خورنگار ارتش عثمانی در هوج در جنگ جهانی اول، ۱۹۱۷.

خورنِگار یا آینهٔ آفتابی یک تلگراف خورشیدی بی‌سیم است که با استفاده از کد مورس در تاباندن نور خورشید منعکس‌شده از آینه، سیگنال‌دهی می‌کند. تابش‌ها با چرخش لحظه‌ای آینه یا با قطع پرتو توسط یک حائل تولید می‌شوند.
خورنگار در اواخر سدهٔ ۱۹ میلادی و اوایل سدهٔ ۲۰، وسیله‌ای ساده اما بسیار مؤثر برای مخابرات نوری آنی تا ۵۰ کیلومتر یا بیش‌تر بود. کاربردهای اصلی آن در ارتش، نقشه‌برداری و کارهای حفاظت جنگل بوده است. تا دههٔ ۱۹۶۰ میلادی، خورنگار یک وسیلهٔ استاندارد در ارتش‌های انگلستان و استرالیا بود و تا سال ۱۹۷۵ توسط ارتش پاکستان استفاده می‌شد.